# Hospital Regional Doutor Deoclécio Marques de Lucena
O Hospital Deoclécio Marques de Lucena, ou simplesmente Hospital Deoclécio Marques, é um hospital localizado no bairro de Santos Reis, na cidade de Parnamirim, no estado do Rio Grande do Norte.
Este hospital é um dos principais da Região Metropolitana de Natal, foi inaugurado em 09 de agosto de 2004 com o objetivo de realizar atendimentos de urgência e emergência nas áreas de clínica médica, cirúrgica e pediátrica.
O Hospital Deoclécio Marques conta com eletrocardiógrafo, endoscópio digestivo, aparelho de radiologia fixa e móvel, laboratório bioquímico e utra-sonografia. Além disso, o hospital é utilizado como hospital-escola pela Universidade Potiguar (UnP) e pela Escola de Ensino Médio de Enfermagem.